# Clark Loudon Wilson
Clark Loudon Wilson (* 31. August 1913; † 12. August 2006 in Winchester, Virginia) war ein US-amerikanischer Psychologe.
Dr. Clark Loudon Wilson erfand das Konzept des 360°-Feedback. Von 1970 bis 1973 entwickelte er seinen ersten 360°-Feedback Fragebogen "Survey of Management Practices". Dieser basierte auf einer "Task-Cycle-Theory" genannten Methode. Heutzutage ist das 360°-Feedback ein weltweites Standardwerkzeug für Management Audit und Managemententwicklung.
| Personendaten    | Personendaten                |
| ---------------- | ---------------------------- |
| NAME             | Wilson, Clark Loudon         |
| ALTERNATIVNAMEN  | Wilson, Clark L.             |
| KURZBESCHREIBUNG | US-amerikanischer Psychologe |
| GEBURTSDATUM     | 31. August 1913              |
| STERBEDATUM      | 12. August 2006              |
| STERBEORT        | Winchester                   |